# Rox 01
Rox 01 — полноразмерный гибридный внедорожник, выпускаемый китайским брендом Rox Motor с 2023 года.

## Описание
Разработка Rox 01 началась в 2021 году, а испытания стартовали в ноябре 2022 года. Дебют состоялся в августе 2023 года. Дизайн автомобиля был разработан итальянским кузовным ателье Pininfarina.
Передние дневные ходовые огни выполнены в Т-образной форме. На задней двери багажника расположено скрытое запасное колесо. На краю лобового стекла установлен лидар, выполняющий основную функцию в усовершенствованной системе полуавтономного вождения. Вместимость автомобиля составляет 6 или 7 посадочных мест.
Производство Rox 01 началось в конце октября 2023 года, а продажи стартовали в ноябре того же года.

## Технические характеристики
Rox 01 оснащён 1,5-литровым двигателем внутреннего сгорания мощностью 154 л. с., поставляемым компанией Xinchen China Power. В сочетании с двумя электромоторами суммарная мощность силовой установки составляет 470 л. с., а максимальный крутящий момент — 740 Н⋅м. Разгон до 100 км/ч занимает 5,5 секунды. Электродвигатели питаются от аккумуляторной батареи CATL ёмкостью 56 кВт⋅ч, что позволяет проехать до 235 км в чисто электрическом режиме и до 1338 км в гибридном режиме.

## Официальные продажи в России
19 декабря 2024 года модель была представлена в Москве. На российский рынок выйдут две версии, обе с третьим рядом сидений: ROX 01 Family Edition (7 мест) и Business Lounge Edition (6 мест).
Старт продаж в России состоялся в феврале 2025 года

## Галерея

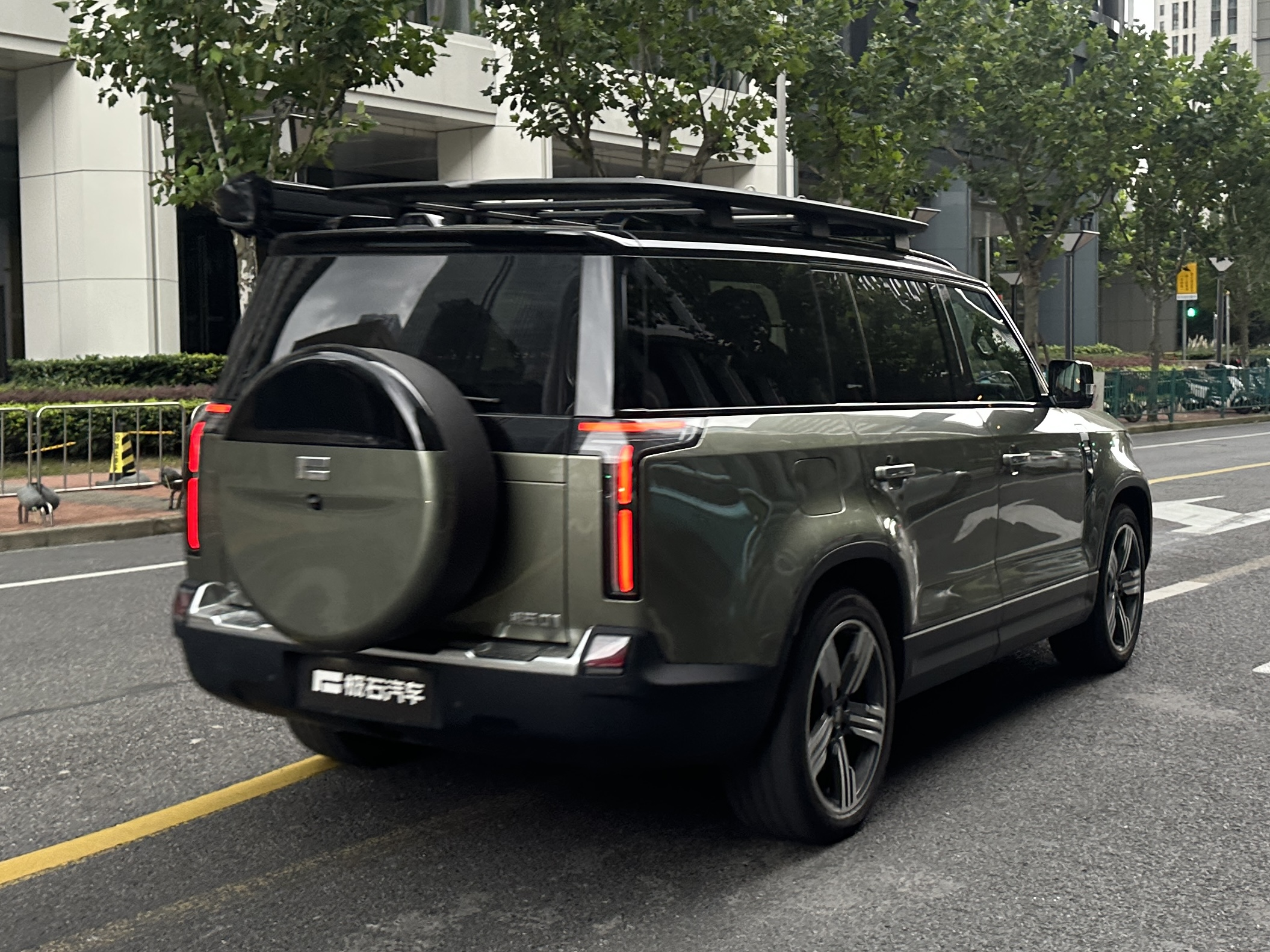
Вид сзади
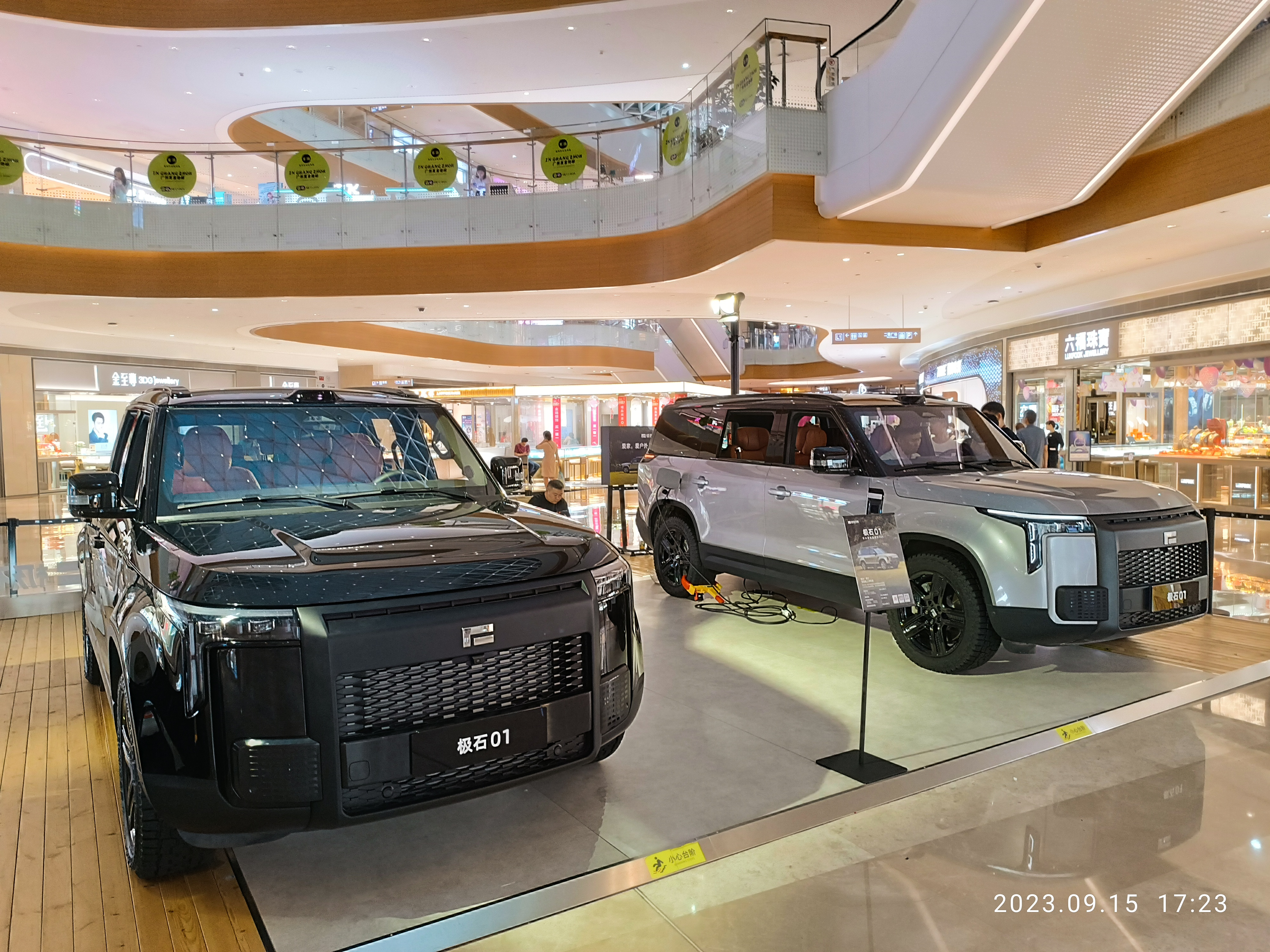
Презентация автомобилей